# 중화인민공화국 외교부장
중화인민공화국 외교부장(中华人民共和国外交部部长)은 중화인민공화국 외교부의 수장이자 국가의 최고이자 가장 중요한 국무원 직위 중 하나이다. 공식적으로 외교부장은 국무원 총리가 지명하고, 전국인민대표대회나 국무원 상무위원회의 승인을 받아 주석이 임명한다.
외교부장은 대개 중국공산당 중앙위원회 위원과 국무위원이기도 하다. 외교부장은 중앙외교위원회 판공실 주임에 이어 중국 내 두 번째로 높은 외교관이다. 현 장관은 왕이(王毅) 중앙외사위원회 판공실 주임이다.

## 역대 외교부장
| 주석     |  | 대수 | 이름       | 임기        | 비고 |
| -------- |  | ---- | ---------- | ----------- | ---- |
| 마오쩌둥 |  | 초대 | 저우언라이 | (1949-1958) |      |
| 마오쩌둥 |  | 2대  | 천이       | (1958-1972) |      |
| 마오쩌둥 |  | 3대  | 지펑페이   | (1972-1974) |      |
| 마오쩌둥 |  | 4대  | 차오관화   | (1974-1976) |      |
| 덩샤오핑 |  | 5대  | 황화       | (1976-1982) |      |
| 덩샤오핑 |  | 6대  | 우쉐첸     | (1982-1988) |      |
| 덩샤오핑 |  | 7대  | 첸치천     | (1988-1998) |      |
| 장쩌민   |  | 8대  | 탕자쉬안   | (1998-2003) |      |
| 후진타오 |  | 9대  | 리자오싱   | (2007-2013) |      |
| 후진타오 |  | 10대 | 양제츠     | (2013-2022) |      |
| 시진핑   |  | 11대 | 왕이       | (2013-2022) |      |
| 시진핑   |  | 12대 | 친강       | (2022-2022) |      |
| 시진핑   |  | 13대 | 왕이       | (2023-현재) |      |